# Eugenia vaughanii
Espèce
Statut de conservation UICN

 CR : 
En danger critique
Eugenia vaughanii est une espèce de plantes à fleurs de la famille des myrtaceae. Elle est endémique de l'île Maurice. Son environnement naturel se trouve dans les forêts tropicales. Il n'existe qu'une cinquantaine d'individus à l'état naturel.